# Niederländische Beachhandball-Nationalmannschaft der Frauen
Die niederländische Beachhandball-Nationalmannschaft der Frauen repräsentiert den Nederlands Handbal Verbond (NHV) als Auswahlmannschaft auf internationaler Ebene bei Länderspielen im Beachhandball gegen Mannschaften anderer nationaler Verbände. Den Kader nominiert der Nationaltrainer.
Als Unterbau fungieren die Nationalmannschaft der Juniorinnen. Das männliche Pendant ist die Niederländische Beachhandball-Nationalmannschaft der Männer.

## Geschichte
Die Nationalmannschaft wurde um die Jahrtausendwende gegründet und nahm im Rahmen der ersten Europameisterschaften 2000 auch erstmals an einer internationalen Meisterschaft teil. Nach einem fünften Rang zum Auftakt folgten bei den beiden nächsten Teilnahmen Platzierungen im hinteren Feld der teilnehmenden Mannschaften. Nachdem die Niederländerinnen an drei der ersten vier EM-Austragungen teilgenommen hatten, fehlten sie bei den nächsten vier Austragungen. Seit 2015 nehmen wieder regelmäßig niederländische Mannschaften an den Europameisterschaften teil und erreichten in der Zeit die erweiterte Weltspitze, im Nachwuchsbereich ist dieser Schritt schon vollzogen. 2019 wurde mit Bronze erstmals eine Medaille gewonnen. Zudem qualifizierte sich die Mannschaft zum ersten Mal für eine Weltmeisterschaft, doch fiel die WM 2020 aufgrund der COVID-19-Pandemie aus.
Nachdem vom europäischen Verband im August 2019 ein Nationen-Ranking eingeführt worden war, zu deren Zusammensetzung auch die Resultate der Nachwuchsmannschaften zählen, wurde die niederländische Nationalmannschaft dort punktgleich mit den Ungarinnen auf dem zweiten Rang geführt.

## Trainer
| Cheftrainer/in - (2006): Marieke van Linder - (2015): Leon Bude - 2017–2019: Ronald Thijssen - seit 2020: Peter Portengen | Co-Trainer/in - (2015): Ronald Thijssen - (2017): Ricardo Clarijs - seit 2019: Leon Bude | Teammanager/in - seit 2019?: Liduine Ebbers |

## Teilnahmen
| World Games - 2001: nicht eingeladen - 2005: nicht eingeladen - 2009: nicht qualifiziert - 2013: nicht qualifiziert - 2017: nicht qualifiziert - 2022: nicht qualifiziert - 2025: qualifiziert (zurückgezogen) World Beach Games - 2019: nicht qualifiziert - 2023: qualifiziert | Weltmeisterschaften - 2004: nicht qualifiziert - 2006: nicht qualifiziert - 2008: keine Teilnahme - 2010: keine Teilnahme - 2012: nicht qualifiziert - 2014: keine Teilnahme - 2016: nicht qualifiziert - 2018: nicht qualifiziert - 2020: qualifiziert, abgesagt - 2022: 3. - 2024: 3. | Europameisterschaften - 2000: 5. - 2002: 15. - 2004: keine Teilnahme - 2006: 12. - 2007: keine Teilnahme - 2009: keine Teilnahme - 2011: keine Teilnahme - 2013: keine Teilnahme - 2015: 6. - 2017: 8. - 2019: 3. - 2021: 6. - 2023: 2. - 2025: 4. |

- EM 2000: Kader derzeit nicht bekannt

- EM 2002: Kader derzeit nicht bekannt

- EM 2006: Roxanne Bovenberg • Zoe Braun • Nienke Sak • Bettine Spaans • Jamie van Vliet • Roxanne Wiegerinck • Dorien van Wissen • Martine Wylens

- EM 2015: Isabel Barnard • Sanne Deug • Dorien de Koning • Jeanet Markvoort (TW) • Krista Mol • Rianne Mol • Daniëlle Rozing • Kim Schuurbiers • Eefke ter Sluis • Dorien van Wissen

- EM 2017: Isabel Barnard • Maud de Borst • Nickie Levels • Jeanet Markvoort (TW) • Krista Mol • Rianne Mol • Daniëlle Rozing • Kim Schuurbiers • Eefke ter Sluis • Claudia ter Wal (TW)

- EM 2019: Isabel Barnard • Lisanne Bakker (TW) • Anna Buter • Krista Mol • Rianne Mol • Daniëlle Rozing • Kim Schuurbiers • Claudia ter Wal (TW) • Marit van Ede • Amber van der Meij • Manon Zijlmans

- EM 2021: Isabel Barnard • Lisanne Bakker (TW) • Anna Buter • Lynn Klesser • Meike Kruijer • Krista Mol • Rianne Mol • Claudia ter Wal (TW) • Marit van Ede • Amber van der Meij • Manon Zijlmans

- WM 2022:[4] Isabel Barnard • Lisanne Bakker (TW) • Anna Buter • Meike Kruijer • Krista Mol • Rianne Mol • Claudia ter Wal (TW) • Marit van Ede • Zoë van Giersbergen • Manon Zijlmans

## Einzelbelege
1. ↑  European Handball Federation - Dutch delight: Netherlands finally in top four at Beach Handball EURO / Article. Abgerufen am 2. Juni 2021 (englisch).
2. ↑  handball-world: EHF führt Nationen-Ranking im Beachhandball ein - Deutschland bei Männern auf fünftem Rang. Abgerufen am 29. Mai 2021.
3. ↑  Daten zum Teil ungefähre/geschätzte Werte
4. ↑  IHF | Team Details Page. Abgerufen am 21. Juni 2022.